# Grigri

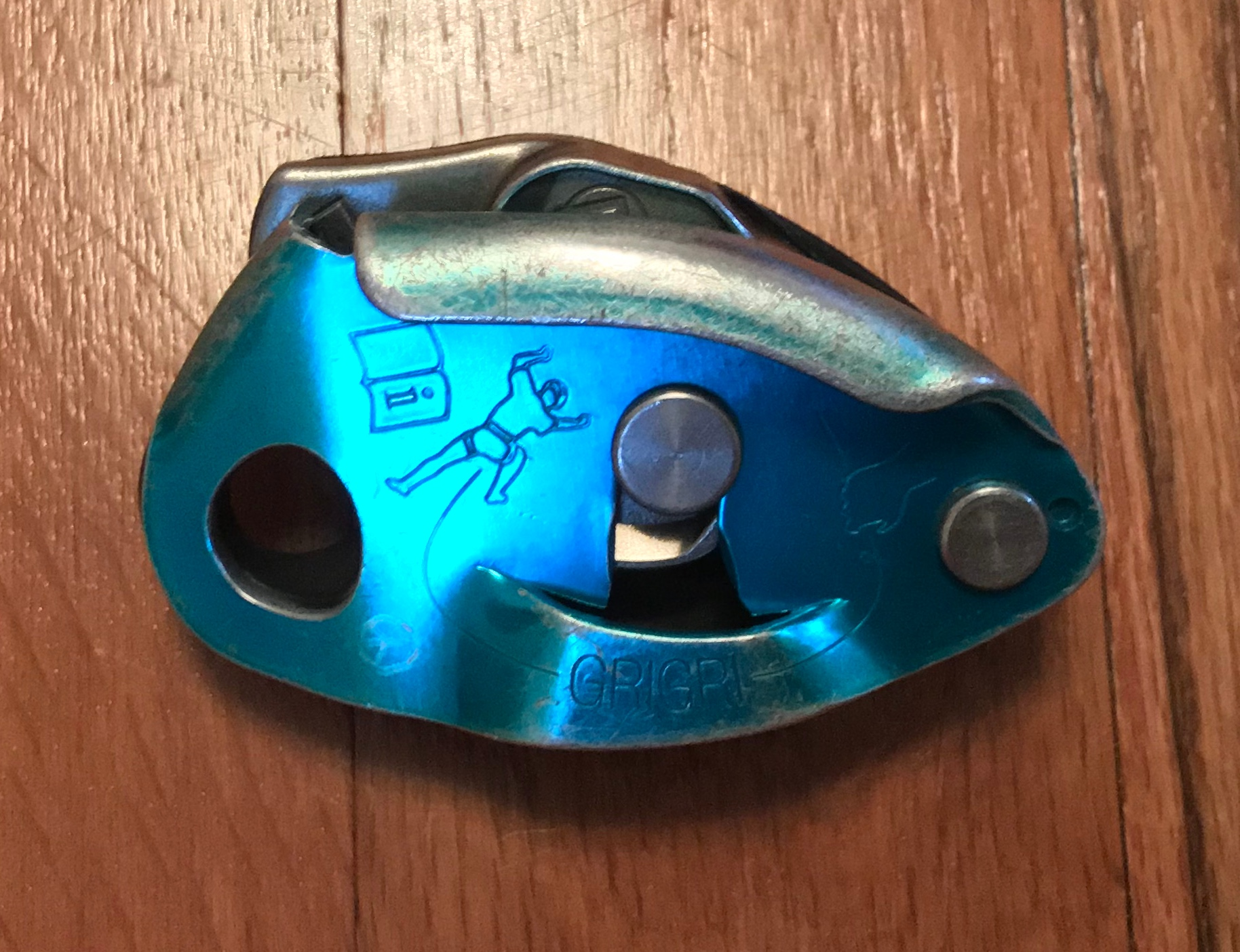

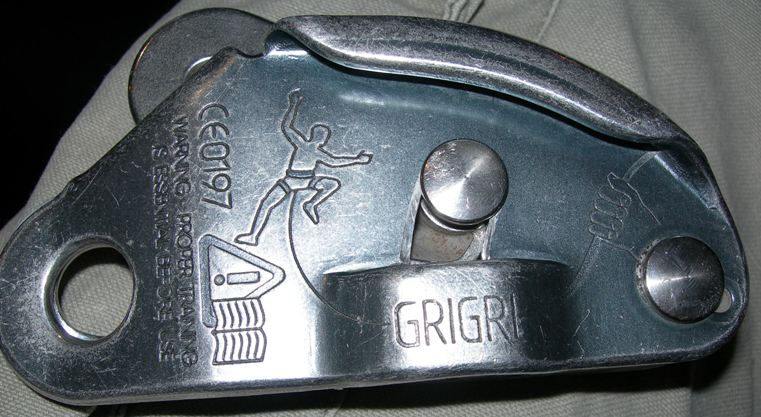

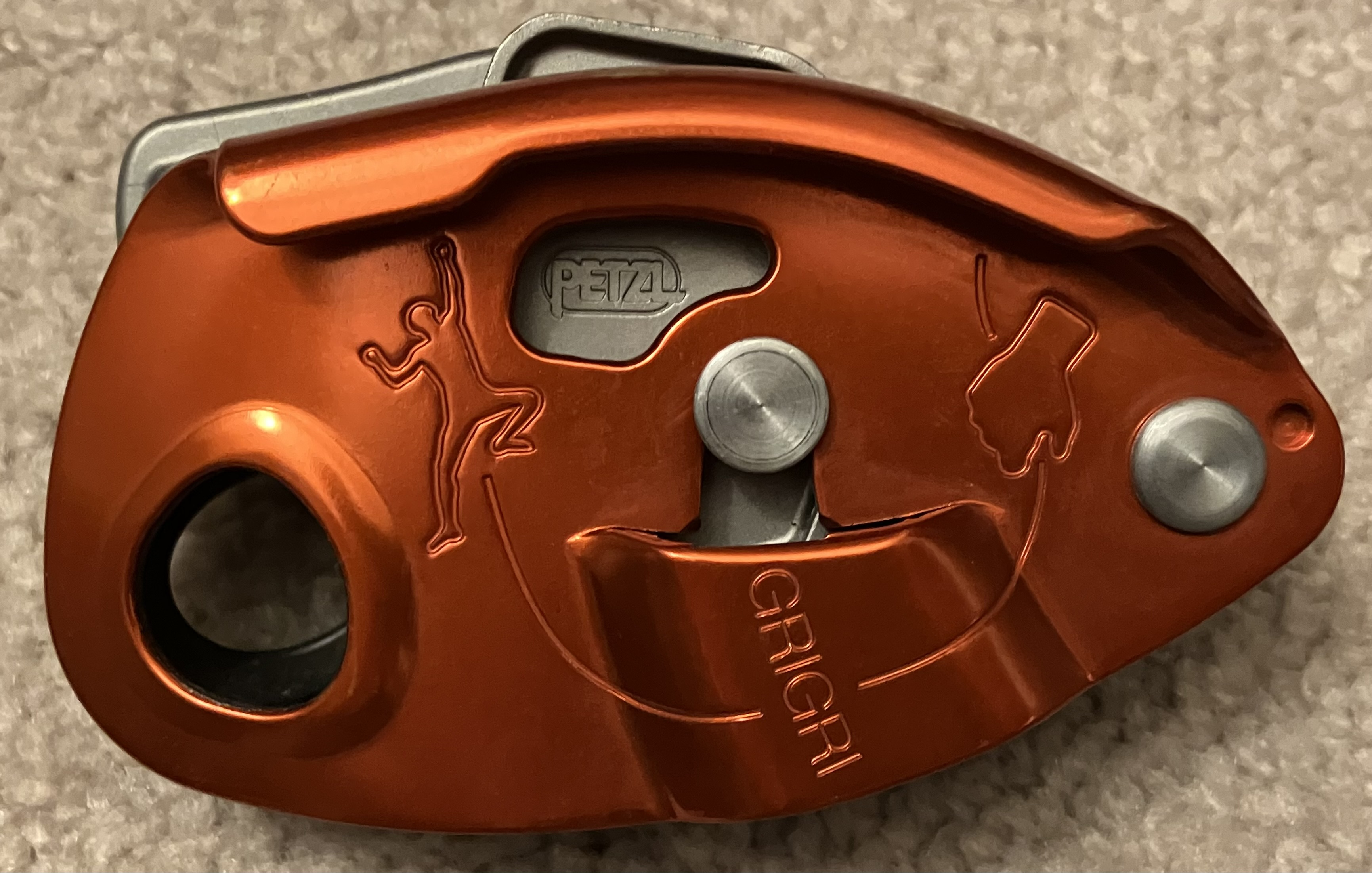

Grigri es un sistema de seguridad de la marca Petzl que permite asegurar en una cordada de escalada de manera semiautomática. Sus usos son varios; sólo debe pasarse por el Grigri una cuerda dinámica de un grosor entre 10 y 11 milímetros. El fabricante no garantiza el buen funcionamiento con diámetros de cuerda menores, y en todo caso, si se hace, el asegurador deberá estar especialmente atento y no soltar nunca el extremo de la cuerda.
Es conveniente mantener una tensión en la cuerda suficiente que permita al escalador que va primero, maniobrar con la cuerda para asegurar su progresión, sin que tenga la sensación de que la cuerda le tira para abajo, ni tampoco que haya una comba de cuerda tan larga que le haga descender más de la cuenta en caso de  caída.

En caso de caída del escalador, esta herramienta acciona una leva que pinza la cuerda y frena la caída; aunque el asegurador no esté prestando atención o aunque tenga un problema, este sistema suele actuar de igual modo. Es parecido al cinturón de seguridad de los vehículos de motor. Pese a su supuesto automatismo para frenar una caída, no se debe soltar la cuerda en ningún momento, ya que existe la posibilidad de que no funcione correctamente sin ayuda del asegurador. 

Éste y otros dispositivos similares han reducido el número de accidentes en la montaña.